# دنيا بكر يونس
دنيا بكر يونس  إعلامية سعودية، من مواليد (1372هـ-1952م)،كان لها حضور مميز في في بدايات الإذاعة والتلفزيون السعودي. و لها مشوار طويل في المجال الإعلامي سواء من خلال العمل في الإذاعة أو التلفزيون حيث يمتد مشوارها لأكثر من 30 عاما.

## التعليم
حاصلة على البكالوريوس من كلية التربية بالرياض عام 1393هـ و تلقت العديد من الدورات في مجال العلاقات العامة واللغة الإنجليزية وكانت حريصة على التأهيل والتدريب في بداية حياتها ومن بين الدروات التي حصلت عليها دورة في العلاقات العامة التخصصية من معهد الإدارة بالرياض عام 1980 وحصلت على دورة في اللغة الإنجليزية من لندن من معهد الدراسات العلمية عام 1996م كما حصلت على دورة أخرى أيضا في التشريفات تابعة للعلاقات العامة عام 1998م.

## البدايات
بدأت العمل الإذاعي منذ سن مبكرة حيث كان عمرها حين ذلك لا يتجاوز العاشرة من خلال مشاركتها في البرامج الخاصة بالأطفال وكانت أول مشاركة لها بصوتها في مسلسل إذاعي في إذاعة جدة بعد ذلك شاركت من خلال إذاعة الرياض في الكثير من البرامج التمثيلية والاجتماعية.

## المشاركات والمساهمات
و كانت لها مساهماتها الواضحة في تقديم العديد من برامج الأطفال في التلفزيون السعودي عبر قناته الأولى وشاركت في برامج خاصة بالأطفال من خلال محطة تلفزيون الدمام وتعتبر دنيا بكر يونس أول مذيعة سعودية تظهر في برامج المنوعات ومنها « برنامج استديو رقم 5 و شاطئ نصف القمر والعديد من البرامج المنوعة الأخرى» , و هي إلى جانب عملها الإعلامي عضوة في الغرفة التجارية منذ عام 1403هـ وقدمت العديد من البرامج الأسرية بجانب عملها في العديد من المسلسلات الإذاعية وقد ساعدها في نجاحها العديد من البرامج التي قدمتها طوال مشوارها الإعلامي زوجها المخرج التلفزيوني بشير مارديني والد ابنيها بدر وبكر وهي صاحبة مؤسسة دنيا للدعاية والإعلان ومؤسسة دنيا للإنتاج الفني.

## انقطاع
انقطعت دنيا بكر يونس عن العمل الإعلامي وتحديدا تقديم البرامج في الإذاعة والتلفزيون فترة طويلة لكنها عادت إلى عملها ومواصلة مشوارها وقدمت لإذاعة إم بي سي في لندن برنامج عام 1416 الموافق لعام 1996 حمل عنوان « مشاعر صادقة « بمناسبة اليوم الوطني للمملكة.

## التكريم
تم تكريمها من قبل العديد من الجهات طوال مشوراها ومن بين ذلك تكريم وزارة الثقافة والإعلام السعودي لها بمنحها شهادة تقديرا لجهودها وإسهاماتها الفاعلة في التغطية الإعلامية أثناء حرب تحرير الكويت عام 1991م وعملت أيضا مذيعة في قناة الواحة في دبي.

## خبرات متنوعة
- العمل في الإذاعة أو التلفزيون حيث يمتد مشوارها لأكثر من 30 عاما.
- عملت لمدة أربعة أعوام في إذاعة إم بي سي إف إم من الفترة من 1996 و حتى عام 2000 حيث قدمت استقالتها في ذلك العام .
- وعضو فعال في العديد من الجمعيات الخيرية في مختلف أنحاء ومناطق المملكة
- عملت معدة ومقدمة برامج في قناة دبي.
- عملن كمراسلة لمجلة الديوان لصاحبها الشيخ عبد الله النويس.
- قدمت واعدت برنامج (عاداتنا) الرمضاني والذي سبق وأن قامت بتقديمه عبر شاشة فضائية روتانا خلال شهر رمضان الكريم عام 1427 الموافق 2007.